# کنتور

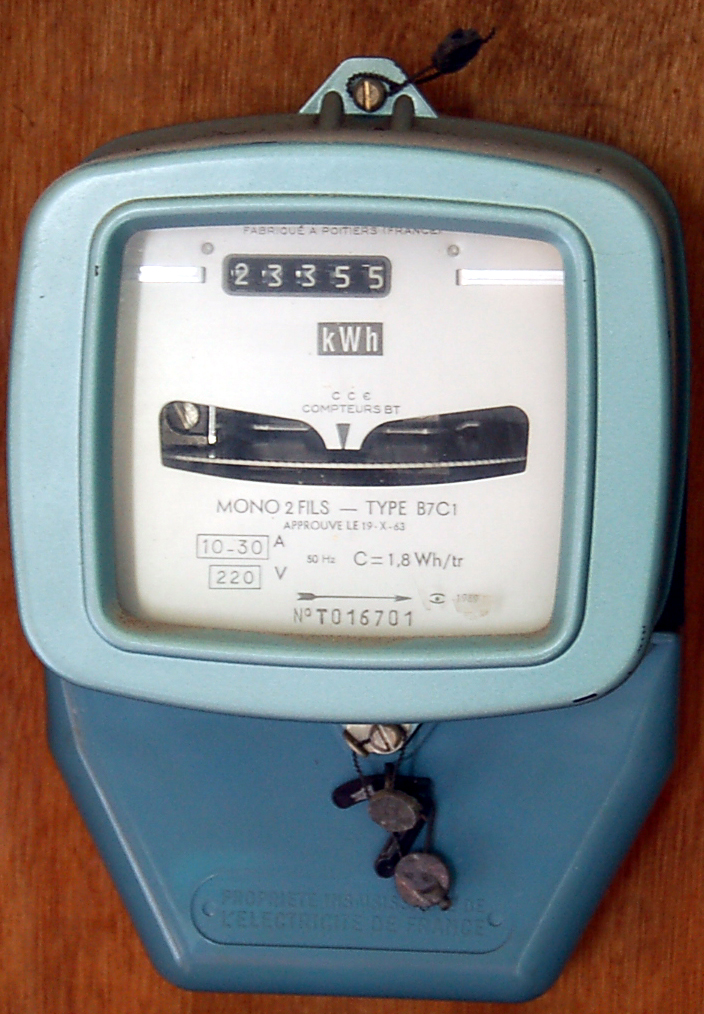

کنتور برق (به انگلیسی: Electricity meter) وسیله‌ای است که مقدار انرژی الکتریکی را اندازه‌گیری می‌کند و بر حسب کیلو وات بر ساعت (ژول) نشان می‌دهد.

## واحد اندازه‌گیری
معمولاً واحد اندازه‌گیری در کنتور کیلووات ساعت (kwh) است که برابر است با مقدار انرژی استفاده شده توسط یک بار یک کیلو واتی در طی یک ساعت یا ۳۶۰۰۰۰۰ ژول. بعضی از شرکت‌ها نیز از واحد مگا ژول استفاده می‌کنند.
توان راکتیو نیز با واحد کیلو وار ساعت(kvarh) اندازه‌گیری می‌شود.
روش‌های نمونه برداری جریان:
نمونه‌گیر ترانسی (CT sensor Current Transformer) :
در صورتی که خط دارای مؤلفه‌های DC مستقیم باشد این جریان از اولیه عبور می‌کند ولی توسط جریان مستقیم میدانی ا لقا نمی‌شود (نیروی محرکه القا شده تابعی از تغییرات جریان در اولیه است چون در جریان مستقیم این تغییرات صفر است از اینرو نیرویی القا نمی‌شود) از اینرو ترانس مقادیر DC را از خود عبور نمی‌دهد و این مشکل بزرگ این نمونه‌گیرها است.
نمونه‌گیر ترانسی متقابل جریان Mutual Current Transformer (MCT sensor)
نمونه‌گیری در این روش توسط ترانس انجام می‌شود که در آن سیم پیچ اولیه میدان القایی را ایجاد می‌کند و سیم پیچ ثانویه این میدان را دریافت می‌کند میزان نیروی محرک القایی که در ثانویه ایجاد می‌شود بستگی به تغییرات میدانی دارد که توسط جریان در سیم پچ اولیه به وجود می‌آید. از آنجایی که مقاومت مغناطیسی میان اولیه و ثانویه هوا است این مبدل را مبدل جریان متقابل یا MCT می‌نامند.
با این نمونه‌گیر اندازه‌گیری مؤلفه‌های DC خط امکانپذیر است به دلیل این که مقاومت مغناطیسی هوا است و در برابر این مؤلفه‌ها به اشباع نخواهد رفت. همچنین بهره بالا و محدوده دینامیکی خطی بالای این نمونه‌گیر از مزایای آن است.
نمونه‌گیر شنت Shunt
در این روش از مقاومتهای بسیار دقیق و کاملاً خطی در بازه کاری مورد نظر استفاده می‌شود. عموماً از مقاومتهای دقیق مانگانین یا زرانین با اهم‌های پایین استفاده می‌شود که علاوه بر خطی بودن مقاومت از ضریب حرارتی پایینی برخوردارند. همچنین در مقابل افزایش بار می‌بایستی حفاظت شده باشند با عبور جریان از این مقاومتهای حساس ولتاژی متناسب با جریان ایجاد شده و این ولتاژ به قسمت‌های دیگر انتقال داده می‌شود و مورد پردازش قرار می‌گیرند.